# Ucklums kyrka
Ucklums kyrka är en kyrkobyggnad i Stenungsunds kommun. Den tillhör sedan 2011 Spekeröd-Ucklums församling (tidigare Ucklums församling) i Göteborgs stift.  
Kyrkan ligger i tätorten Ucklum, strax väster om gamla E6, numera väg 650, som går genom orten. Bostadshusen ligger bland annat både i norr, nordväst och nordöst om kyrkan. Strax norr om kyrkan ligger församlingshemmet eller sockenstugan och i samma riktning ligger en grundskola från 1970-talet (eller 1980-talet) i gult tegel.

## Byggnadsbeskrivning
Ucklums kyrka är en enskeppig salkyrka och är både ut- och invändigt byggd i en blandning av enkel nyklassicism och ganska enkel nygotik; vissa inredningsdetaljer kan vara mer detaljerade. Den är i sin helhet byggd med en kraftig stomme av natursten, och består av ett rektangulärt långhus med en rak invändig korvägg, en femsidig sakristia i öster och ett torn av sten i väster.

### Exteriör

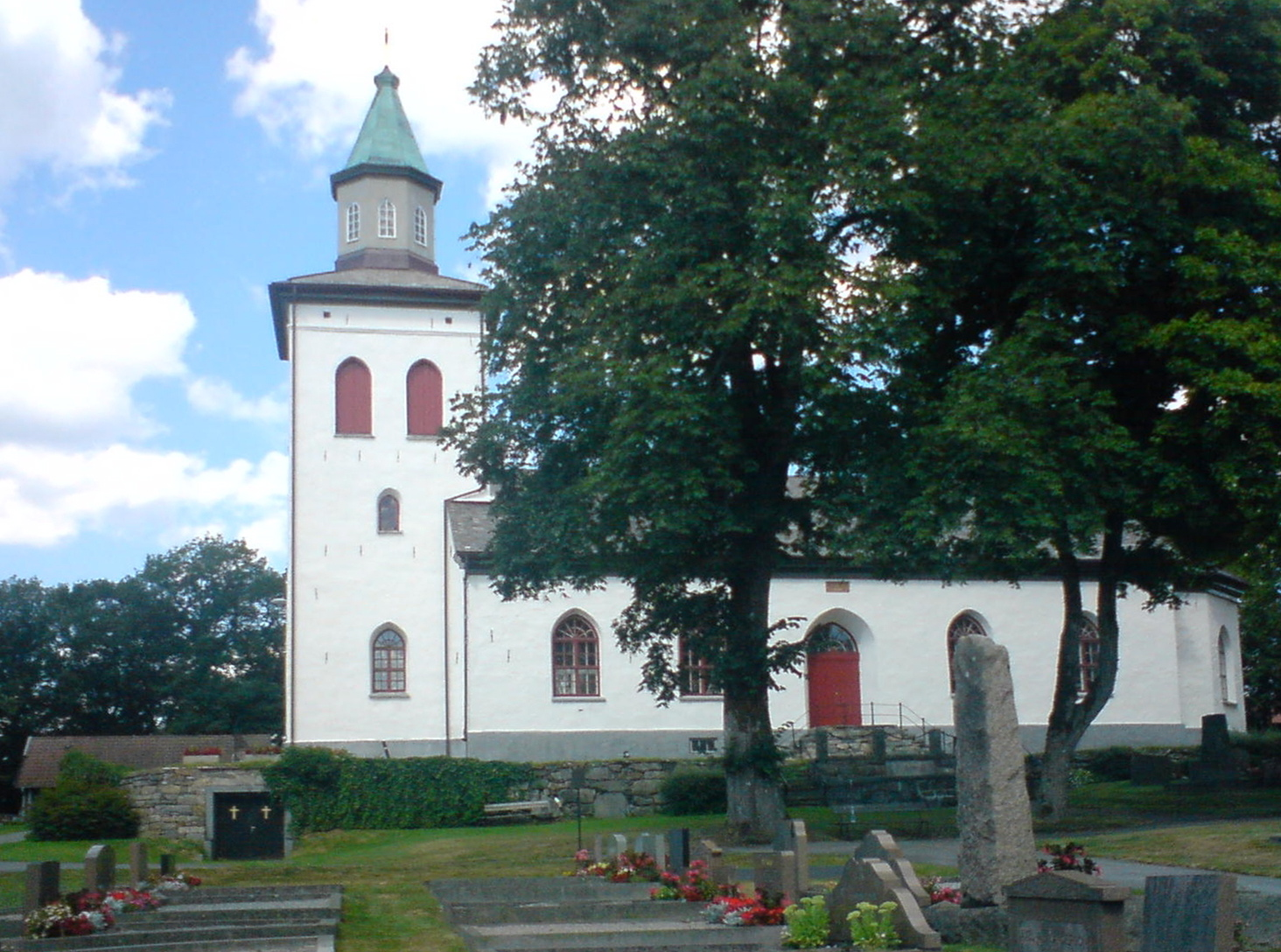
Kyrkan sett från söder.

Hela byggnadens fasader inklusive tornet är spritputsade och vitfärgade, med en gråmålad putsad sockel längst ner. På västgaveln, på ömse sidor om tornet, finns spetsbågiga nischer i väggen. Långhusets sadeltak är ett skiffertak, delvis också av sten; samma material finns också i sakristians tak och i takfallet på tornet. Sakristian har ett femsidigt lägre valmat tak. Under takfoten under samtliga nämnda tak finns en brun- och gråmålad profilerad taklist av trä (något mindre under takfallet på tornet).
Tornet är av sten, med murar liksom kyrkan i övrigt. Fönstren till vapenhuset har motsvarande utseende som kyrkan i övrigt, men något mindre. Små fönster finns också halvvägs upp på tornväggen; de som vetter åt väster är runda. På västsidan finns också ett kors i försänkt relief i muren, i samma vita färg som resten av kyrkans yttermurar. Klockvåningen har dubbla spetsbågiga ljudöppningar i alla väderstreck, med rödmålade ljudluckor av trä. Ovanför denna våning ligger ett flackt nedre skiffertäckt takfall och därovan sitter en åttkantig sluten lanternin med åtta spröjsade fönster med åtta fönsterglas vardera. Den fick grå färg vid senaste renoveringen och var dessförinnan vitmålad. Denna lanternin kröns av en kort kopparklädd spira som är något längre än lanterninens rumsdel och har ett förgyllt kors högst upp.
Huvudingången är i väster, genom vapenhuset i tornets bottenvåning. Ytterligare en ingång finns mitt på sydsidan. Ingångarna är nästan helt likadana, med dubbeltrappor av sten som vetter åt sidorna men inte framåt. Trappan utanför den västra huvudporten har dock olika antal trappsteg åt norr och söder på grund av markens lutning på platsen. Dessa dubbeltrappor har smidda järnräcken längs ytterkanten framåt och leder båda upp till dubbla trädörrar, som är rödmålade och klädda med stående panel. Porten åt söder härrör troligen från kyrkans nybyggnadstid, huvudporten i väster är dock från 1979. Både porten mot väster och den mot söder sitter inom djupa spetsbågiga portnischer, och de har båda spetsbågiga spröjsade överljusfönster ovanför. Långhusets fönster liksom de något mindre fönstren i torn och sakristia är höga spetsbågiga spröjsade träfönster, målade i rött.

### Interiör

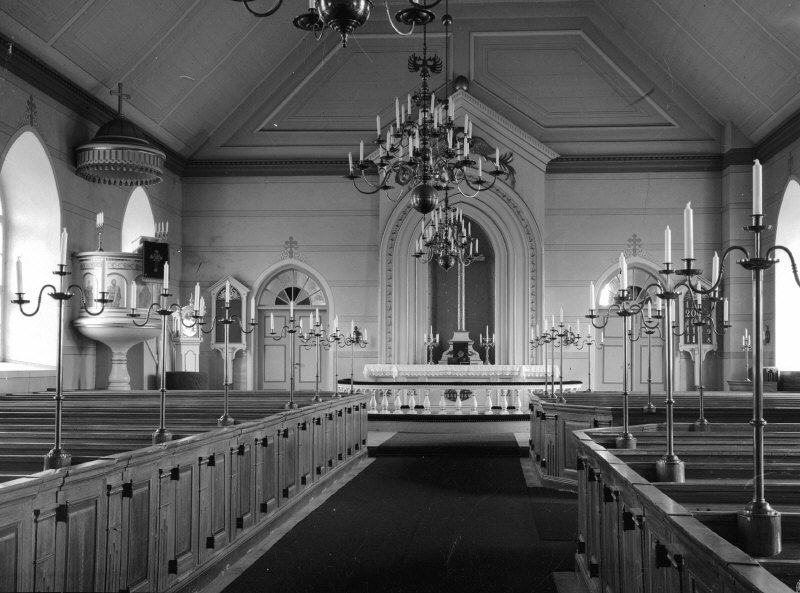
Interiör

Kyrkorummet är öppet och ljust med en enhetlig inredning. Koret har en rak avslutning åt öster och ingen särskild markering mot långhuset, förutom att korgolvet är ett steg högre. Dopplats är sedan 1965 arrangerad på sydsidan med en vävd matta och med ett smalt "dopaltare" av trä hängande på sydväggen och med en altartavla i vävd textil ovanför. Sakristia finns på korets östsida, med ingång på ömse sidor om altarringen. Under läktaren i väster är rum inbyggda, med kapprum och biutrymmen på sydsidan och samlingsrum på norrsidan.
Kyrkorummet har god akustik och har ett brädtak som är platt överst, med vindsvåning ovanför, och med sluttande sidopartier, ett så kallat tredingstak. Vid övergången mot väggarna finns profilerat snidade taklister. De är marmorerade i grått med rödbruna, gröna och grå lister, diamantsnitt och med tandad fris) överst. Kring ljuskronefästena i taket finns målade rundlar med förgyllda kors, vilka i sin tur är omgivna av blomsterkransar. Ovanför koret är övre delen av västgaveln målad i samma färg som taket, och kan ses som en del av det eftersom det lutar något. Denna del är indelad i två fält, så kallad indelning i vält, och de är inramade av lister. Altaruppsatsen sträcker sig i mitten upp ovanför taklisterna på ömse sidor om den. Hela taket med nämnda gavel är målade i ljust gråblå färg.
Golvet är i mittgången och koret ett obehandlat trägolv från 1949-1951. Inne i bänkkvarteren finns ett motsvarande golv, gråbrunlaserat och lackat. Väggarna är slätputsade och ljust gulvita, och vid bänkarna har de en bröstning av trä med samma höjd som dessa.
Ingångar finns i väster från vapenhuset, samt mitt på södra långsidan. Från vapenhuset leder en dubbel dörr med snickerisnidade spegelreliefer från senare tid (1949-1951?). I dörrarnas sammanlagt sex reliefer sitter sex gultonade fönsterglas. Innanför sydingången sitter dubbla spegeldörrar med överljusfönster från 1949-1951 utan glas, där reliefytorna och övriga ytor i stället är marmorerade i gråbrunt. Utanför dessa finns ytterportarna, med en liknande insida från byggnadstiden. I östra korväggen, på ömse sidor om altarringen, leder spegeldörrar med spetsbågiga överljusfönster, marmorerade i gråbrunt, till sakristian. De är från byggnadstiden. De spröjsade träfönstren är invändigt målade i vitt (rött utanpå, se ovan), och det finns också innanfönster. Ytterbågarna runt innanfönstren är troligen från byggnadstiden, själva innanfönstren är yngre (1949-1951?).
På ömse sidor om mittgången under läktaren är sedan 1979 rum inredda. Väggarna mot kyrkorummet är av gipsskivor och klädda med glasfiberväv, samt målade i gulvitt liksom väggarna i övrigt. De har moderna spegeldörrar mot kyrkorummet, som har samma utformning och målning som de äldre dörrarna.
Sakristian öster om koret är samtida med kyrkan och har golv, väggar och fönster som kyrkan i övrigt. Den har invändigt ett blåmålat plant brädtak och vidare en fristående modernare skåpsinredning i ek, enhetligt utformad, från 1965. Från samma tid är också den i sakristians vägg infällda piscinan. Sakristian har modernare enkla ytterdörrar.
Vapenhuset i tornets bottenvåning har ett golv täckt med linoleummatta samt vitputsade väggar och ett blåmålat brädtak. Trappor till läktaren finns på norr- och sydsidan i vapenhuset, och de är målade i grått. Dörren in till kyrkorummet är en spegeldörr målad i gråbrun lasering och marmorering. Ytterportens insida är helt slät. Förutom golv och ytterport är inredningen helt från byggnadstiden. Rummet en trappa upp i tornet har en nästan likadan inredning i samma färger som vapenhuset, dock finns där istället ett gråmålat brädgolv. Två dörrar i var sin nisch leder in till läktaren. Rummet är genom en lucka avskilt från tornvåningarna ovanför. De är helt oisolerade med nakna tornmurar.

## Inredning

### Altaret och den ena predikstolen
Hela altaret, med altarbord, altaruppsats och altarring, är liksom den ena predikstolen (den som används) alltihop i sin helhet från den tid då kyrkan byggdes.
Altarbordet är av trä och står mot östväggen och är sammanbyggt med altaruppsatsen vars övre trekantiga del sträcker sig upp ovanför taklisten. Altarbordet är framtill och på sidorna indelat i fält med tunna ramlister i grå färg med förgyllda dekorationer. I mitten på altarbordets framsida finns ett skulpterat och förgyllt Gudslamm, i sidofälten där bredvid finns målade dekorationer i form av A och W (i betydelsen A och O), samt i de yttersta fälten ett skulpterat palmblad och en skulpterad nattvardskalk.
Altaruppsatsen är en stor och hög altarprydnad (når som nämnts över taklisten) och i dess mitt finns ett stort förgyllt kors, behängt med en törnekrans. Korset står i en spetsbågig nisch, ljust blåmålad och stjärnbeströdd. Övriga delar av altarprydnaden utgörs av en stor gråmarmorerad omfattning (stor list), med flera rader av recesser och tunna förgyllda lister runt nischen, bland annat en större ljusgrönt målad list utanför den stora grå listen. Överst ovanför spetsbågen finns ett spetsigt gavelfält med ett stort skulpterat och delvis förgyllt änglahuvud och däröver en delvis förgylld gavellist som högst upp kröns av en förgylld kula i trä. Altarbordet utgör i bredd bara en del av altaruppsatsen som flankerar altarbordets båda sidor.
Altarringen är halvrund och helt sluten mellan altaret och övriga kyrkan. Ingång till altaret sker då genom en gångjärnsförsedd öppning i altarringen. Altarringen består av svarvade balusterdockor (altarringens små svarvade pelare), som är målade i ljusgrå marmorering och är överst klädd med gröngul sammet, liksom knäfallet.
Den predikstol som används är placerad på korets norrsida och är målad i grått med förgyllda och gröna dekorationer. Den består av korg, trappa och ljudtak. Korgen är rund, med evangelistmålningar inom rundbågiga förgyllda ramar på sidan. Förgyllda lister finns längs korgens under- och överkanter. Undersidan är rundad som övergår nederst i en svarvad balusterformad fot. Ljudtaket är kupolformat med utsvängt brätte (det vill säga utsvängt nederst), och har skulpterade fransar i trä längs underkanten. Taket kröns högst upp av ett kors. Trappan upp till korgen har ett slutet räcke med stående lister.

### En äldre predikstol
Ovanför det sydöstra bänkkvarteret står sedan 1982 den gamla kyrkans predikstol, som är ett 1600-talsarbete och som restaurerades 1970. Den kan jämföras med predikstolarna i bland annat Norums kyrka, Spekeröds kyrka, Valla kyrka och Kareby kyrka, som ligger i samma landskap som Ucklums kyrka. Evangelistmålningar finns denna predikstols sidor inom var sina arkadbågar. Ovanför och under dessa finns rektangulära svarta textfält. I de övre står evangelisternas namn, i de undre korta bibelcitat på danska (eller dansk-norska): "DENNE ER MIN ELSKELIGE SØN" (under evangelisten Matteus); "I MITT NAFFN SKULLE DE UTDRIFFUE DIEFLER" (Markusevangeliet 16:17); SALLIGE ERE DE ØIEN SOM SE DET I SER" (under evangelisten Lukas). På en utanpåliggande pannå (senare tillkommen och på svenska) står det "SÅ ÄLSKADE GUD VÄRLDEN ATT HAN UTGAV SIN ENDE SON" (Lilla Bibeln, Johannesevangeliet 3:16) .

### Dopfunten

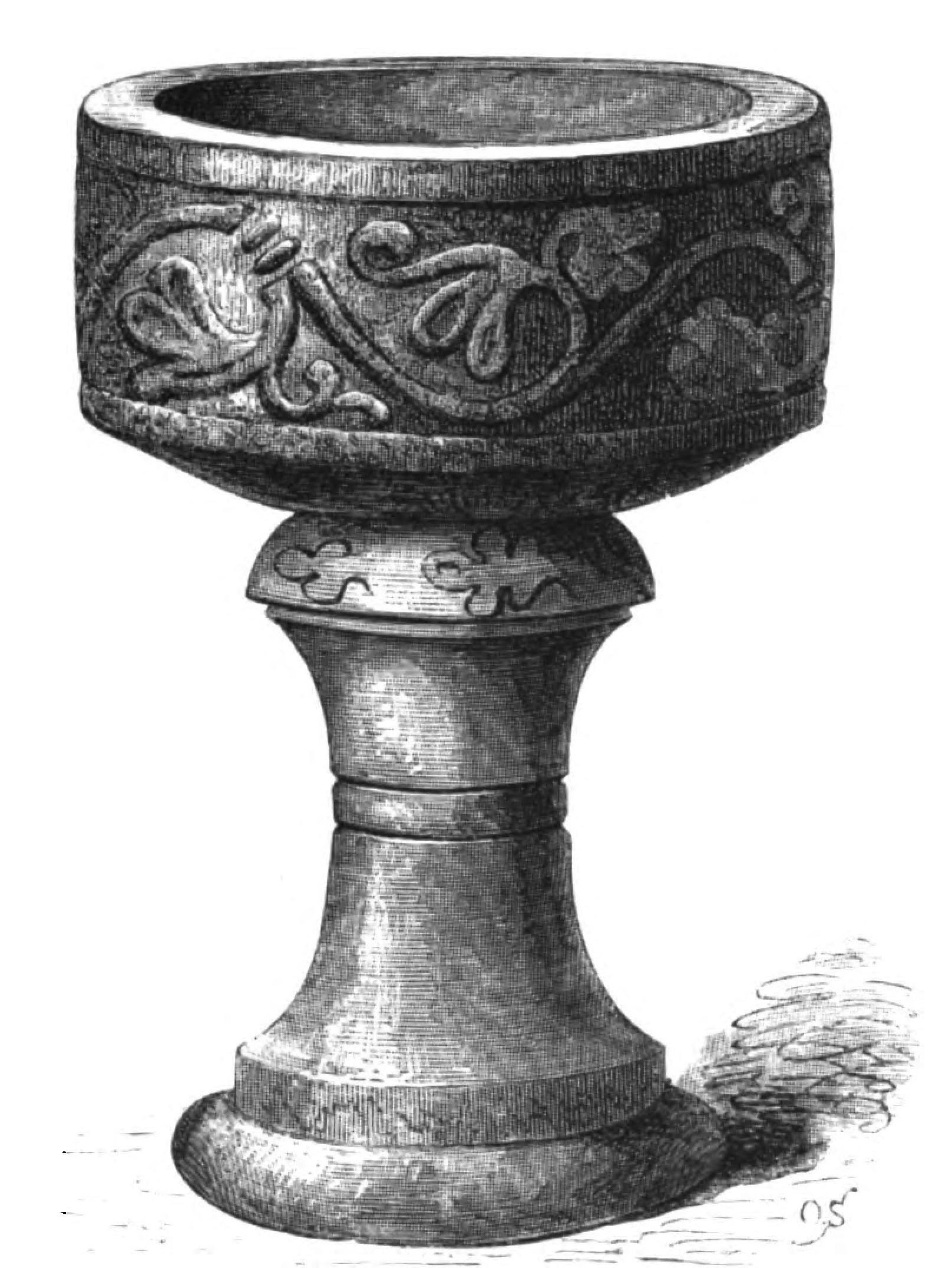
Dopfunten på teckning av Gustaf Brusewitz.

Den medeltida dopfunten är placerad vid ett dopaltare på korets södra vägg och är från mitten eller slutet av 1200-talet. Den är i två delar och har en total höjd av 103 cm. Cuppan, av en glimmerrik grå gnejs, är cylinderformad med buktad undersida och har relativt ovanliga ornament i form av akantusslingor i platt relief. Foten av täljsten är formad som en trådrulle med en vulst med liljemotiv upptill, bandornament i mitten och en utsvängd nederdel. Uttömningshål saknas och skador finns. Funten är snarlik den i Jörlanda kyrka. Den är liksom cuppan i Ucklum tillverkad av en gnejs som finns i trakten. De är båda klumpigt utförda av relativt enkla funtmakare.

### Bänkinredning, nummertavlor och ljuskronor
Bänkinredningen är ordnad i tre kvarter, på ömse sidor om mittgången samt på ömse sidor om gången in från sydporten, det vill säga i ett bänkkvarter i norr och ett i sydväst och ett i sydost. Bänkinredningen är sluten vilket innebär att bänkarna har dörrar. Dessa dörrar är spegeldörrar, målade i gråblå och grågrön marmorering samt delvis också gråbrun lasering på utsidan. Inne i bänkkvarteren finns rödbrun lasering. Bänkdörrarna är av äldre datum, förmodligen ursprungliga i kyrkan medan själva bänkarna är ombyggda 1949-1951.
På korets sydsida finns en korbänk för framförallt prästerna, med samma utformning som övriga bänkar. Den kortades 1965 och blev ytterligare något ombyggd på 1990-talet.
På norrväggen sitter två grupper med vardera tre målningar, så kallade apostlamålningar och varje målning inom rundbågiga ramar. De härstammar från den gamla kyrkans läktare och är från 1700-talet. På sydväggen mot koret till finns också en tavla över bänkkvarteret där.
I kyrkorummet finns fyra nummertavlor. Två av dem står på hög fot och är placerade på ömse sidor om altarringen. De har svarta rektangulära siffertavlor med spetsbågiga överdelar, omgivna av gråmålade ramar med spetsig ovansida. Troligen är dessa jämnåriga med kyrkan. På ömse sidor om södra ingången sitter också två mindre nummertavlor, med ljusgrå siffertavlor, omgivna av smala grå och förgyllda ramar, och krönta av spetsiga gavelstycken. De är från 1911.
Över mittgången finns tre ljuskronor och i koret finns dessutom två ytterligare ljuskronor över den södra och norra delen av koret. Dessutom finns lampetter längs nord- och sydväggen i långhuset och på ömse sidor om kyrkorgeln på långhusets västra vägg.

### Läktare

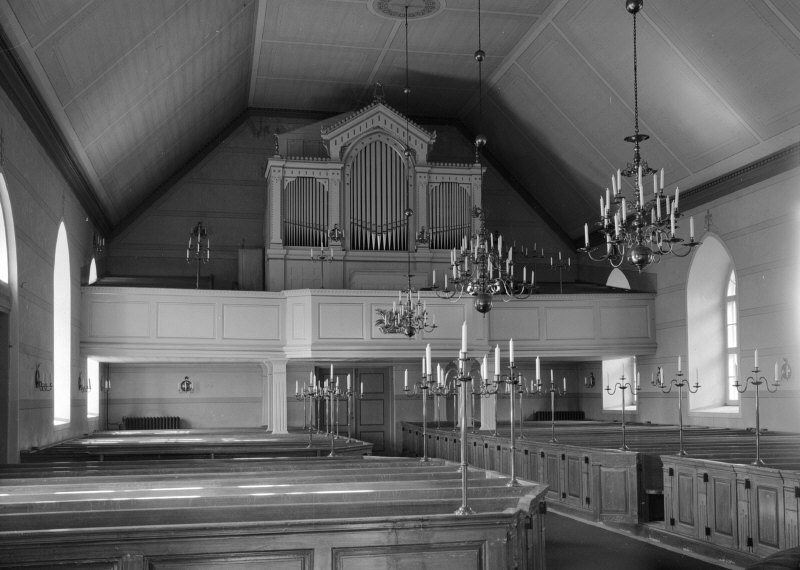
Orgelläktaren

Läktaren i väster bärs upp av fyrkantiga gråmarmorerade räfflade pelare med något bredare utsvängda kapitäl. Läktaren är indelad i speglar, marmorerade i grågrönt inom ett ramverk målat i gråbrun lasering. I mitten finns en utskjutande del av läktaren som är lika bred som läktaren på ömse sidor om denna. Detta mittparti är femsidig med ett brett parti vinkelrätt mot långhuset och avfasat på sidorna, diagonalt och lodrätt mot långhuset. Mitt på framsidan sitter ett förgyllt ornament i form av musikinstrument och palmblad. Hela läktaren är från byggnadstiden. Under läktaren har inretts olika utrymmen, mer om dessa finns ovan.

### Orgel
Kyrkorgeln är byggd 1861 av Johan Nikolaus Söderling och hade ursprungligen åtta stämmor. Den utökades 1912 av A. Magnusson Orgelbyggeri AB med ytterligare ett svällverk och tolv stämmor, samt även ett framåtvänt spelbord (mot kyrkorummet). Denna orgel förändrades kraftigt 1960 av Grönvalls orgelbyggeri. År 1979 utfördes en restaurering av Magnussons firma, där man strävade efter att efterlikna Söderlings ursprungliga uppbyggnad, dock med 1912 års spelbord och fler stämmor. I orgeln, som nu har femton stämmor, ingår sju ursprungliga stämmor, tre från 1912 och fyra från 1979. Därtill även en stämma från Forshälla kyrkas numera rivna Söderlingorgel.
Orgelfasaden är utformad i en blandning mellan nyklassicism och nygotik som kyrkan i övrigt. Den är tredelad med ett högre mittparti som kröns av en gavel. Den är dekorerad med listverk, som är målat i grått, grönt och guld.

### Klocka
I tornets klockvåning hänger två kyrkklockor. En äldre klocka av senmedeltida typ, utan inskriptioner och märke. Den är överflyttad från klockstapeln vid den tidigare kyrkan på Prästgärde. En sägen säger att klockan är gjuten av en kringresande klockgjutare omkring 1670. Formen är senmedeltida och den kan därför eventuellt vara äldre. En nyare klocka från år 1981 gjuten av Bergholtz klockgjuteri i Sigtuna för medel från Karl Johanssons fond. Den nyare klockan har inskriptioner med två citat samt en beskrivning av tillverkningen.

## Historia

### Den gamla kyrkan och den nya kyrkans byggnadsår
Den nya kyrkan byggdes år 1859 och ersatte då den äldre medeltida sockenkyrkan vid den gamla kyrkogården cirka en mil nordöst om kyrkan. Denna plats, sedan länge kallad Prästgärde, kan nås genom att följa bygatan i  Grössbyn och fortsätta längs denna väg i norra Ucklum. Denna gamla by utgör idag Ucklums nordöstra del på den andra sidan och nordöst om den stora vägen genom orten (gamla E6, numera väg 650). På den gamla kyrkogården, nu ödekyrkogård, är planen av den gamla kyrkan markerad med en stensättning (kanske också grundmurar). Pojken Alfrid Markusson var det sista barnet som döptes i den gamla kyrkan, den 12 september 1858.
Den nya kyrkan anlades på en plats nära en sluttning i riktning mot sjön Hällungen, som den ligger några hundra meter ifrån. Samtidigt anlades där den nya kyrkogården sydost om kyrkan. Man hade då en viss utsikt över Hällungen och det imposanta berget och den lodrätt stupande klippbranten Börs flåg från stället, ett av skälen till att denna plats valdes. Idag har dock lövskogen nedanför kyrkplatsen vuxit så mycket att utsikten över sjön inte finns kvar. Dessutom syns kyrkan allt mindre från de delar av Ucklum som ligger nedanför denna slänt. Samtidigt som den nya kyrkan byggdes övergavs den gamla kyrkplatsen och kyrkan där revs. Stenmaterialet användes bland annat vid bygget av den nya kyrkan.

### Den nya kyrkans byggnadshistoria
Dagens kyrka byggdes av byggmästare Anders Persson från Erikstorp i Bollebygds församling. Arkitekten som ritade kyrkan var Albert Törnqvist, som arbetade för det dåvarande Överintendentsämbetet i Stockholm och som bland annat ritat Karlstads domkyrkas nya torn och gavlar efter branden där 1865.
Kyrkobygget startade 1859, men invigningen skedde först 14 september 1862. Ett av skälen till att invigningen dröjde var en brand 1861, vilken hade orsakats av ett blixtnedslag i tornet. Detta hade fått bygget att avstanna.
Kyrkans stildrag är typiska för 1850- och 1860-talet, när de nya historieinspirerade stilarna började göra intåg. Alla grunddrag i kyrkan, och många av detaljerna, är karaktäristiska för de nyklassicistiska kyrkobyggena, men för att göra den mer "modern" så fick kyrkan den nygotiska spetsbågeformen på fönster, portar och vissa av interiörens detaljer, som till exempel altarnischen.
En större renovering skedde 1911 och de målade dekorationerna kring ljuskronefästena i taket härstammar från denna renovering. Nästa större renovering skedde 1949-1951, under ledning av Axel Forssén. Det gamla golvet riktades då (gjordes mer plant), och ett nytt trägolv lades in. Vidare genomfördes reparationer, korgolvets yta utökades och bänkarna byggdes om invändigt. Kyrkan fick också en ny invändig färgsättning, bland annat fick korgolvet ett målat rutmönster, något som var vanligt vid Forsséns renoveringar.
1965 anordnades den nuvarande dopplatsen i södra delen av koret. Samtidigt fick sakristian ny piscina och nya skåp. 1979 byggdes de nya rummen till under läktaren, samtidigt som bänkarna återigen byggdes om. Kyrkan fick då också en ny ytterport i väster. Ungefär samtidigt skedde också en restaurering av orgelverket, med syfte att få det att komma närmare det ursprungliga Söderlingverket från 1800-talet, som utgör kärnan i kyrkans orgel (se ovan).
1968 genomgick kyrkan underhållsarbete med utvändig omputsning, målning och förbättringar av innertaket. 1982 byggdes trappan utanför västra porten om. 1991 och 1997 lagades putsen och kyrkan målades om på vissa ställen. 1997 målades den om invändigt. Dessa underhållsarbeten genomfördes under ledning av arkitekt Sölve Johansson. Vid den senaste invändiga ommålningen 1997 togs dessutom senare tiders bemålning av golvet bort, ett tillägg som gjorts vid renoveringen 1949-1951. Golvet från mittgång till korgolv är idag obehandlade, så som det ursprungligen var.
Konserveringsarbeten har också genomförts av föremål i kyrkan. 1969-1970 konserverades den äldre predikstolen från den gamla kyrkan, ett arbete som utfördes av konservator C O Svensson. 1997 genomfördes av konservatorerna Gunnar Eldh och Göran Bryntesson dessutom konserveringsarbeten av altaruppsatsen och av den nuvarande predikstolen, som fortfarande används.

### Senare historia och senaste renoveringen
Under 2000-talet har lanterninen genomgått underhållsarbeten och bytt färg från vitt till grått. Ungefär samtidigt har dessutom de spröjsade fönsteromfattningarna, dörrarna samt ljudluckor målats om från brunt till rött. Inventeringsuppgifterna i huvudkällan till denna artikel omtalar dessa detaljer som brunmålade, men bilderna i denna artikel visar att denna färg genomgående har ändrats.
I Ucklums kyrka har också under senare tid flyktingar gömts av församlingsledningen i Spekeröds pastorat.

## Minnessten
Vid Ucklums kyrka står en minnessten rest till minne av J.A. Jansson, då han efter sin död testamenterade parken vid Ucklums kyrka till Ucklums församling. Inskriptionerna på minnesstenen lyder: "Folkskolläraren och Organisten J.A.JANSSON verkade med nit och trohet i Ucklum i över 30 år. Efter hans död den 15/4 1936, fullföljde hans maka Fru Zelma Jansson sin mans önskan att donera denna park till Ucklums Församling. - Tacksamma församlingsbor reste denna sten år 1942."

## Bilder på kyrkan och dess omgivningar

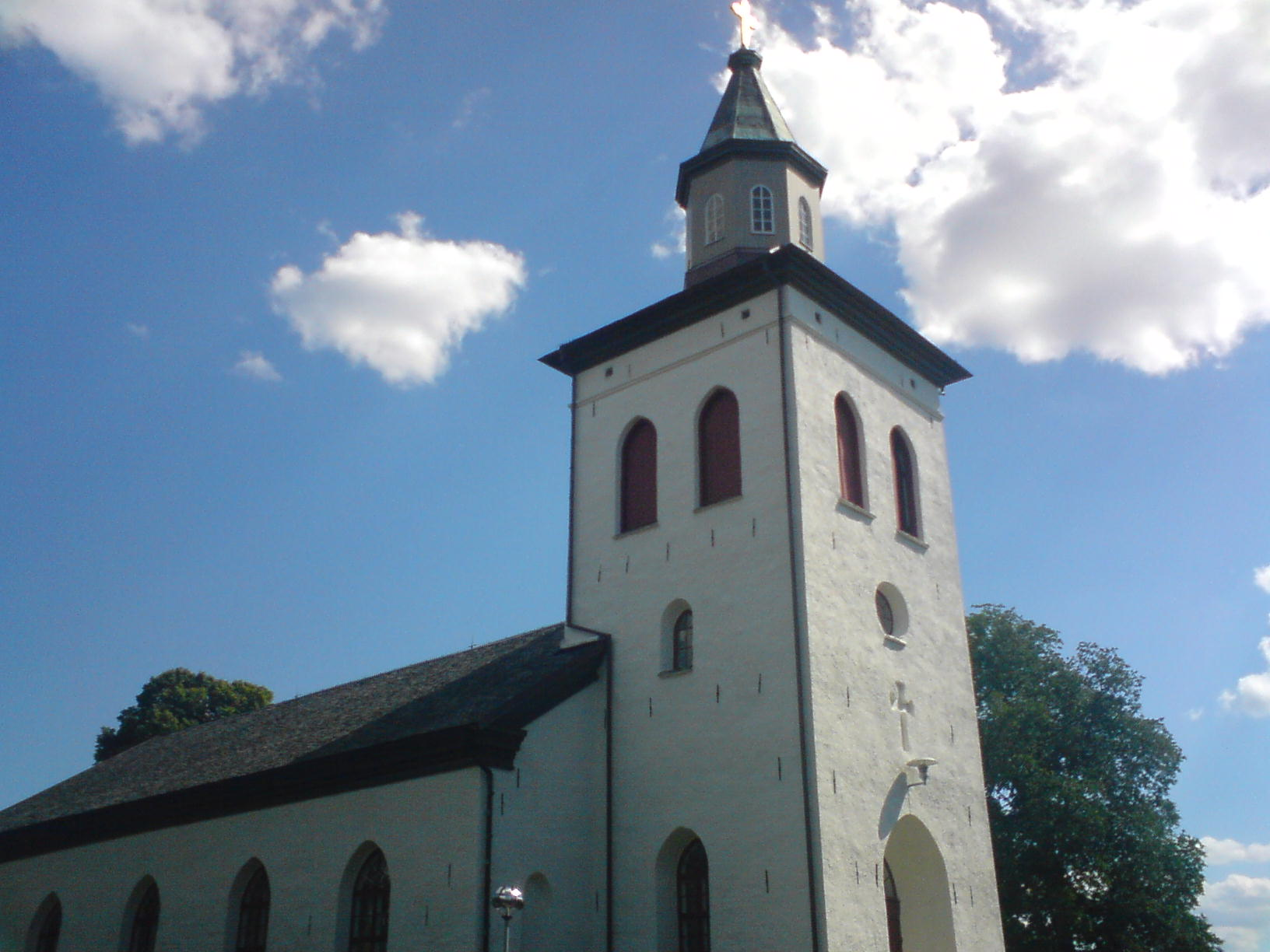
Tornet.
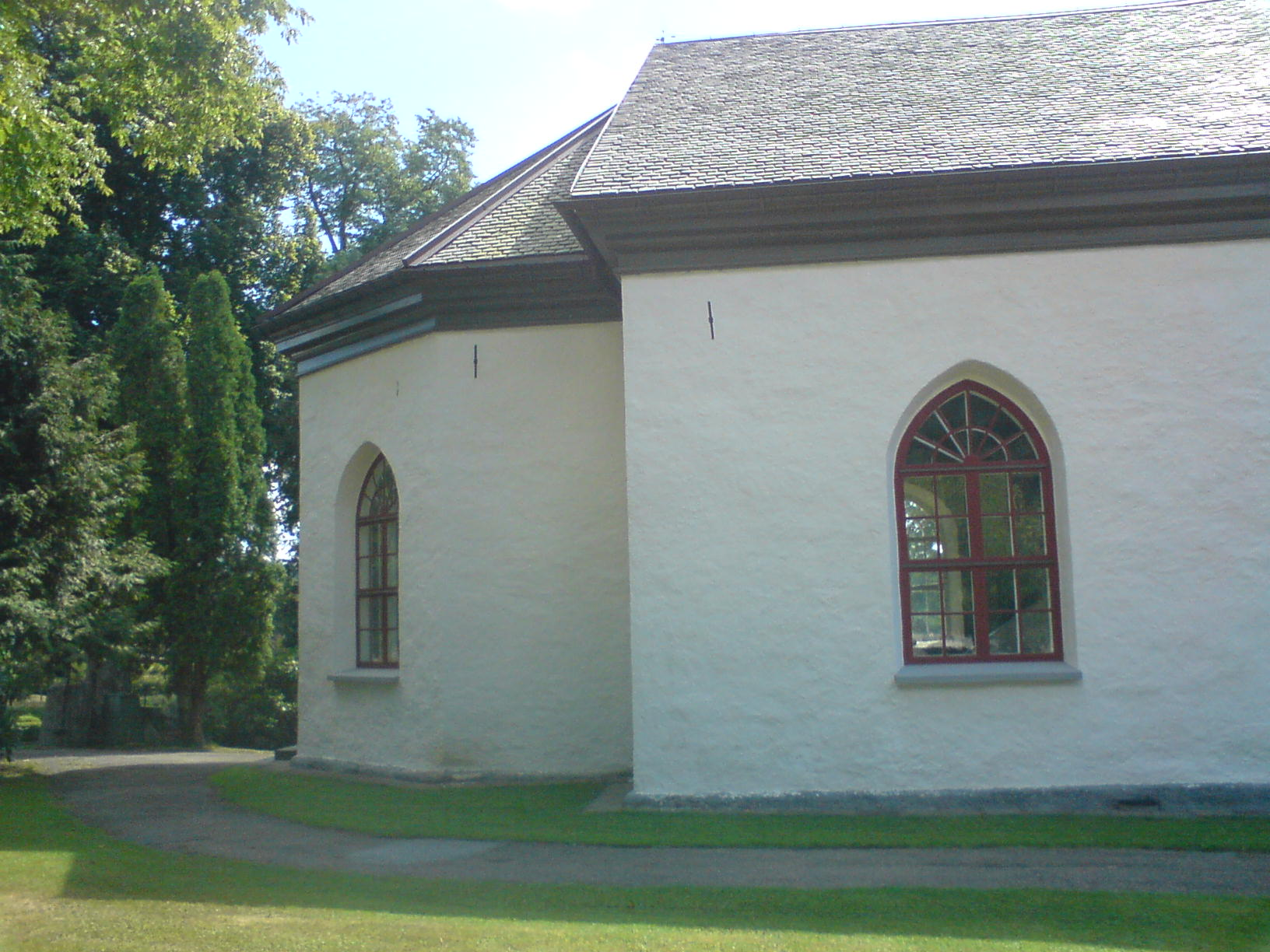
Koret och den femsidiga sakristian i öster.
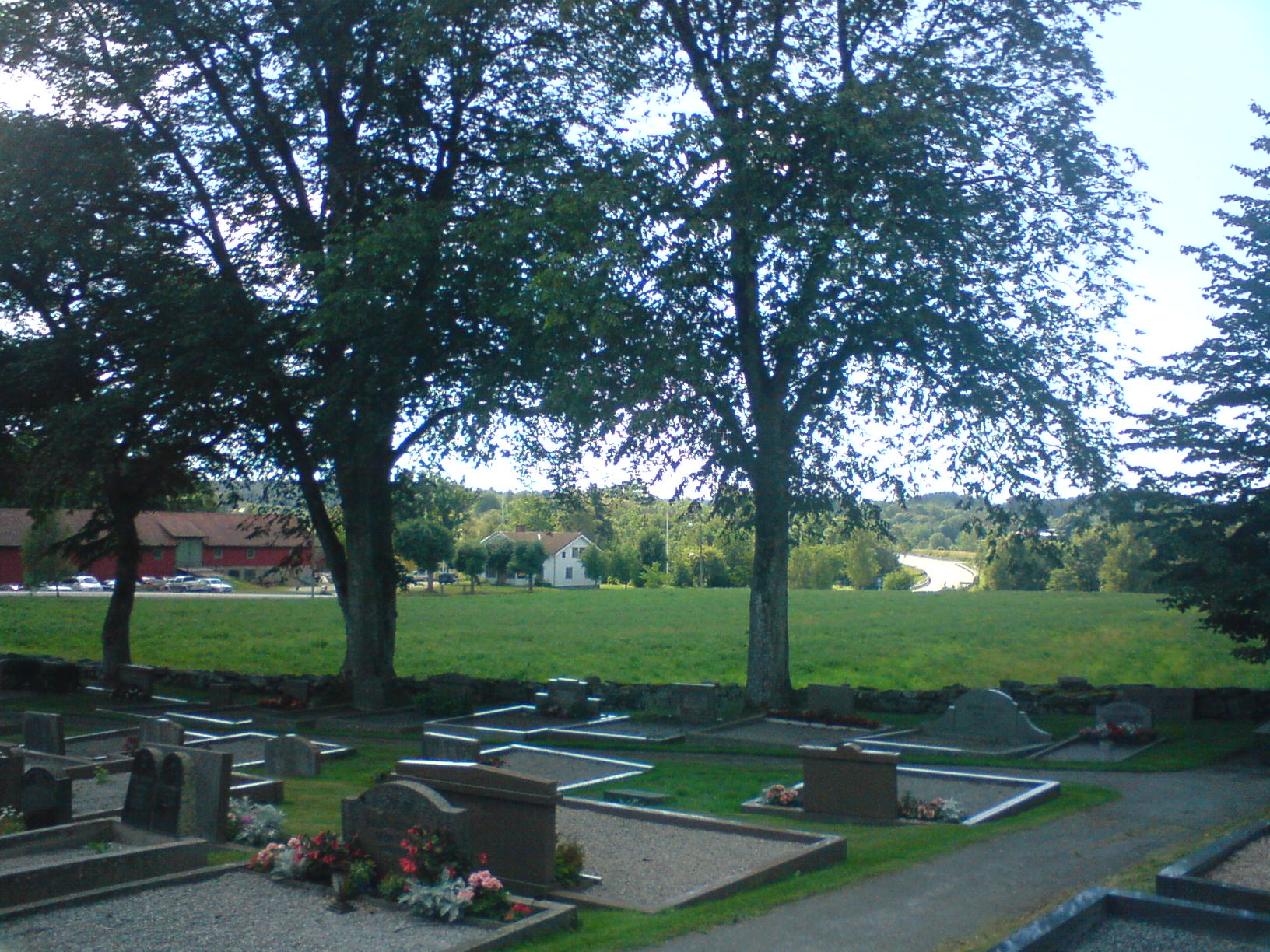
Kyrkogården sydost om kyrkan.
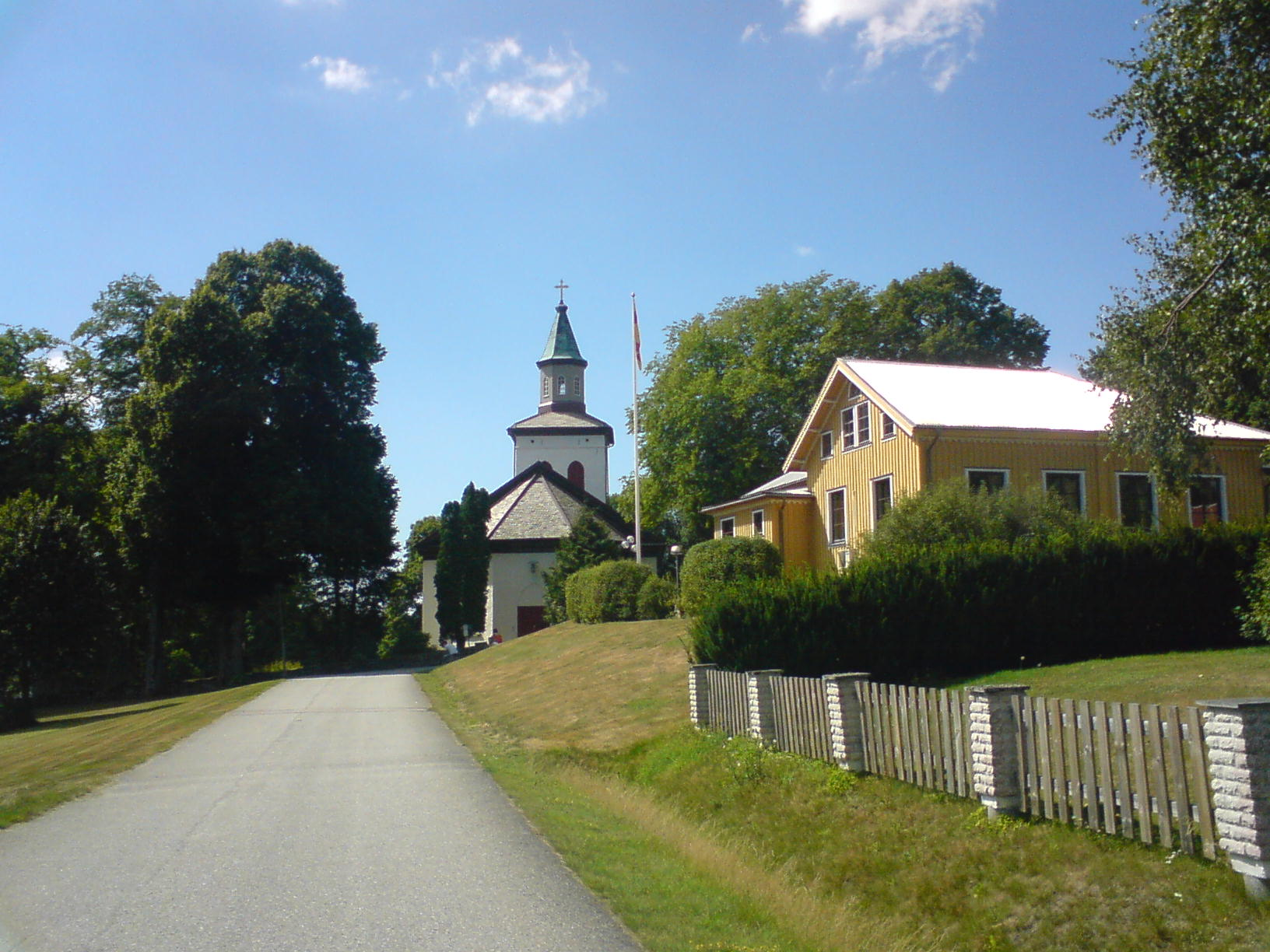
Kyrkan från öster med det gula sockenstugan (församlingshemmet) till höger.
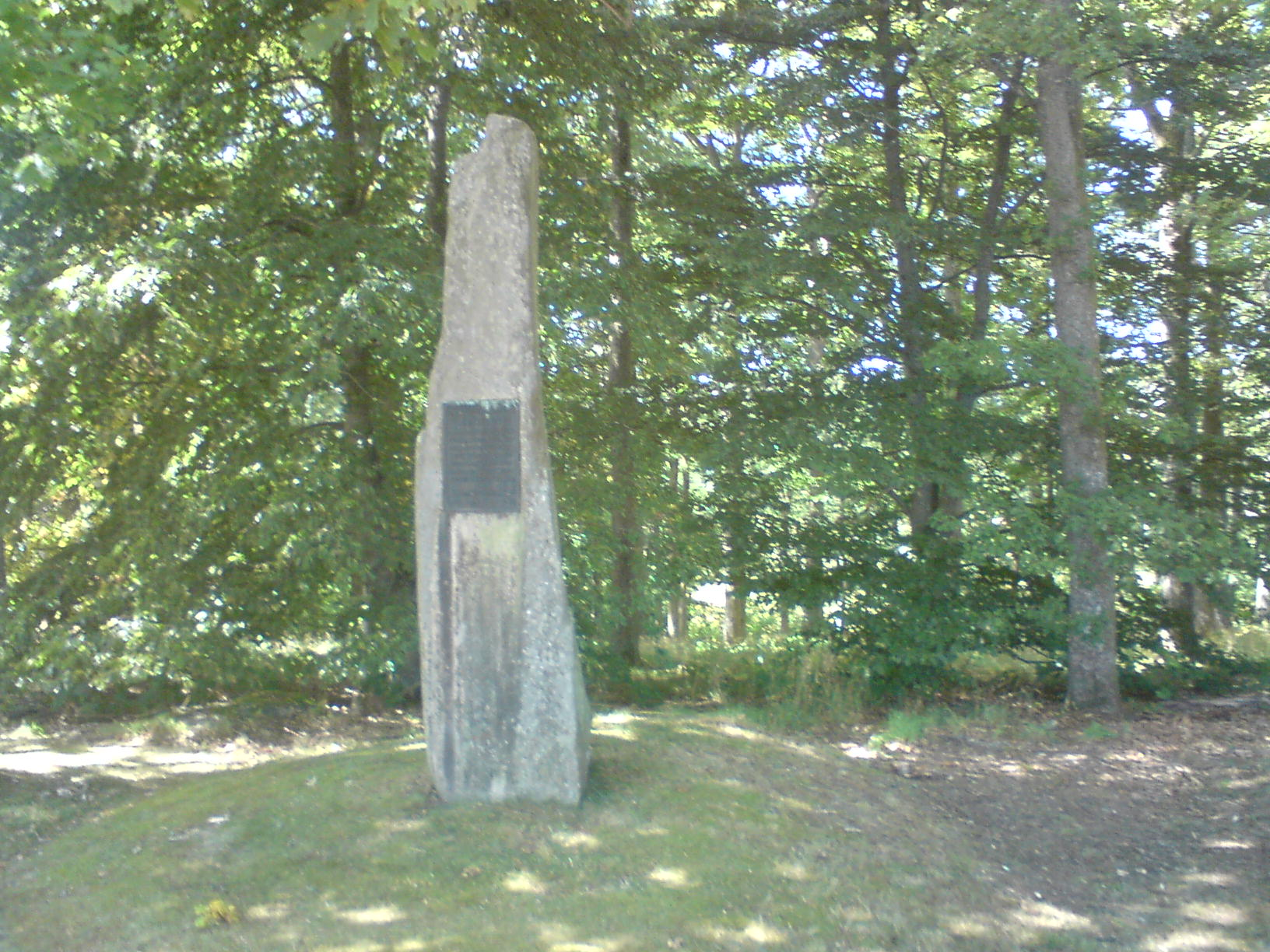
En minnessten vid parkeringsplatsen bakom kyrkan.
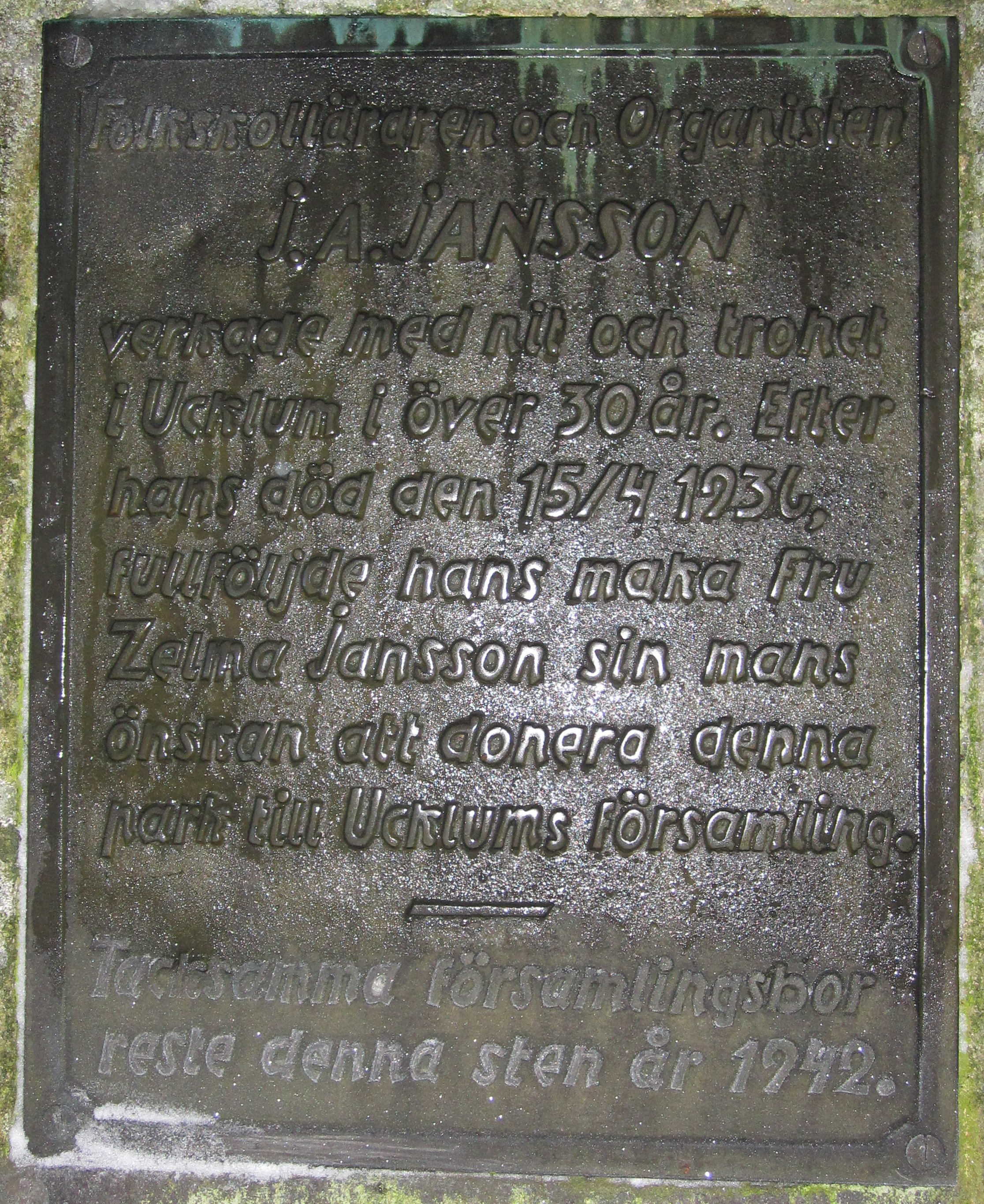
Inskriptionerna på en minnessten vid Ucklums kyrka.